# Antoine Bourdelle

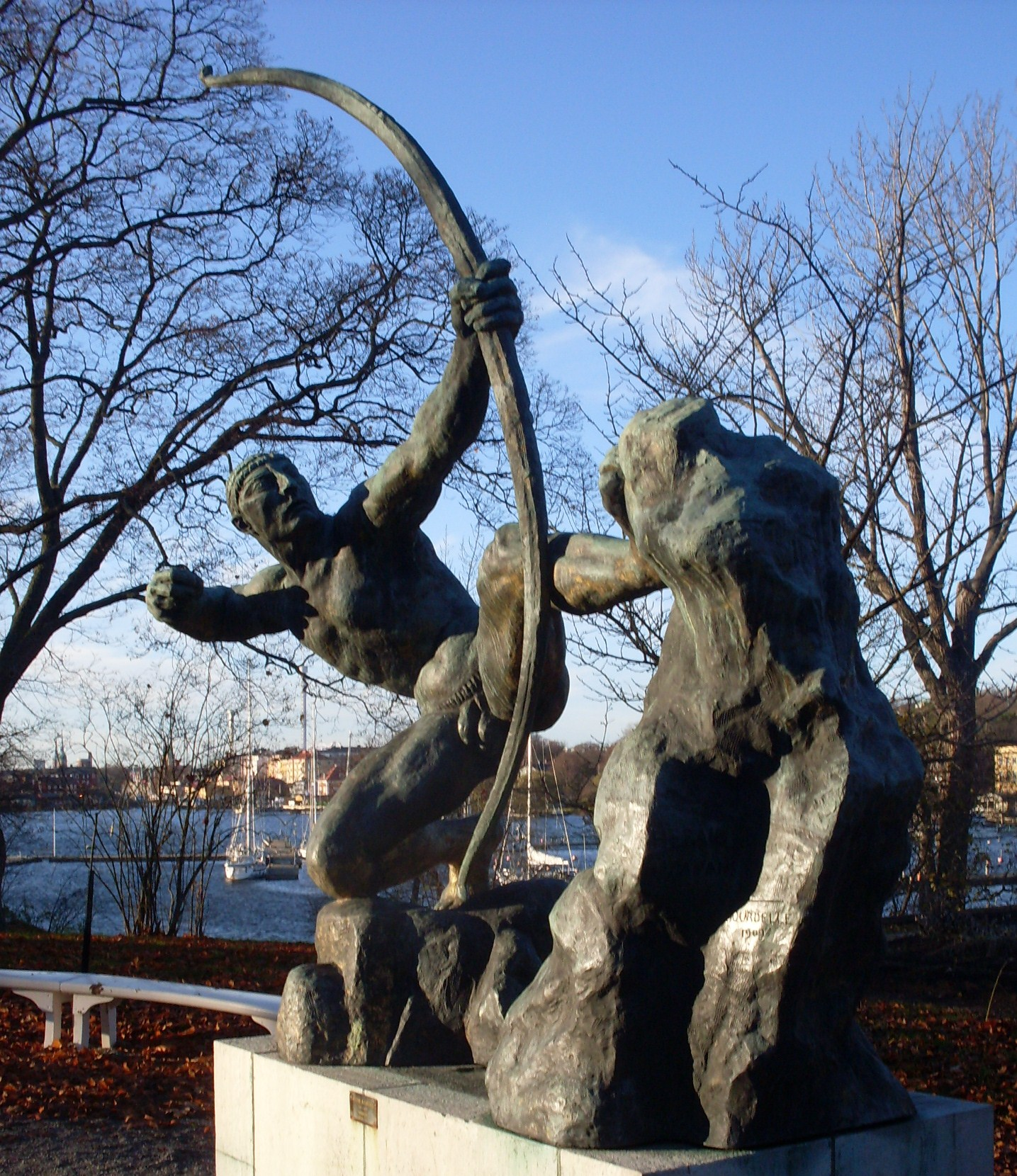
Den bågspännande Herakles på Prins Eugens Waldemarsudde.

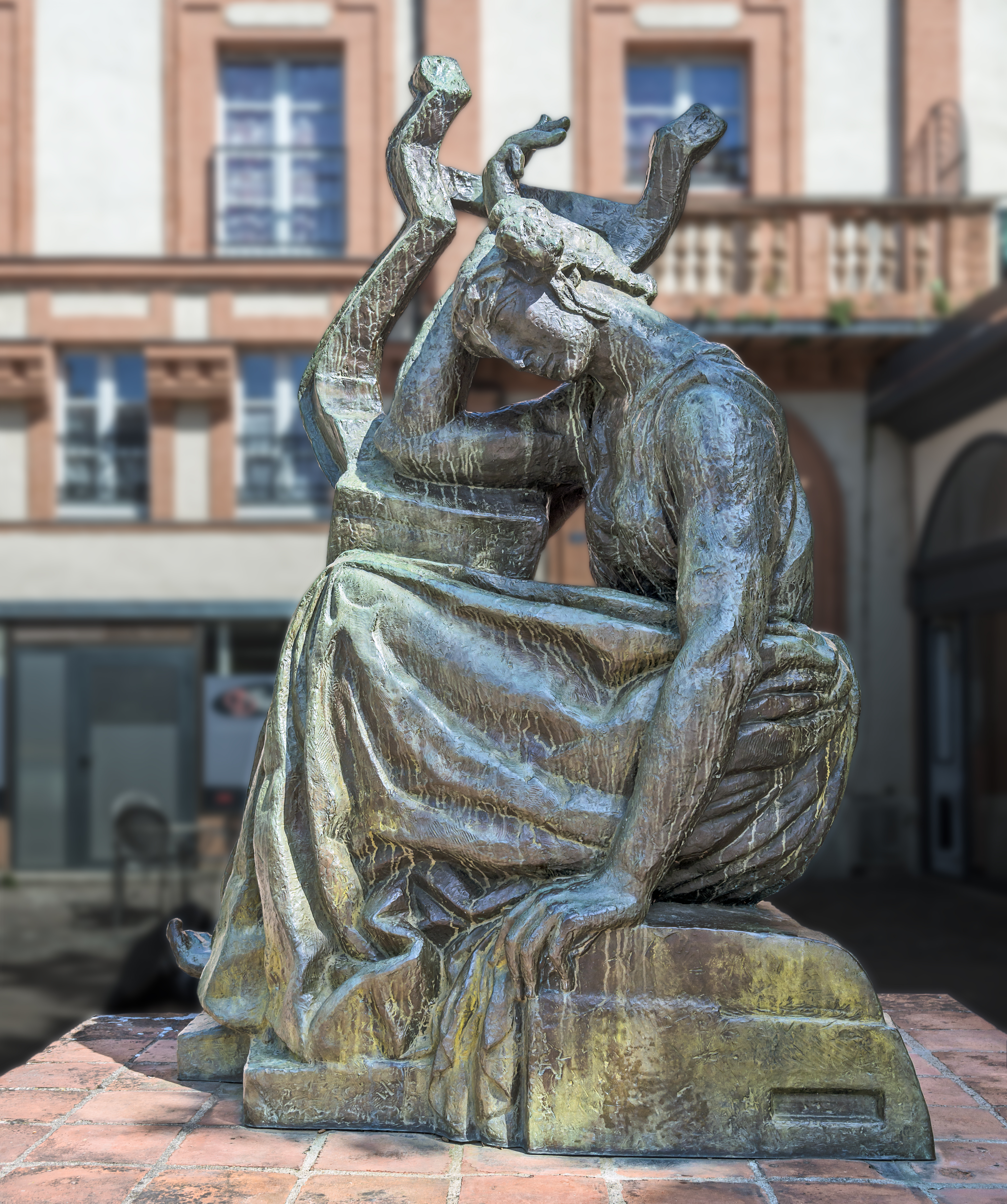
Sappho i Montauban

Émile Antoine Bourdelle, född 30 oktober 1861 i Montauban, Tarn-et-Garonne i Frankrike, död 1 oktober 1929 i Paris, var en fransk skulptör, i många år medhjälpare till Auguste Rodin.

## Biografi
Bourdelle fick sin utbildning hos Alexandre Falguière och senare hos Auguste Rodin. Rodins inflytande kan ses i den kraftfulla linjen och starka rörelsen i Bourdelles verk, till exempel Den bågspännande Herakles (1909), men Bourdelle hade även påverkats av sina studier av grekisk och egyptisk konst. Hans verk omfattar fresker och reliefer i Théâtre des Champs-Élysées (1913), monument som ryttarstatyn av general Carlos María de Alvear i Buenos Aires samt många porträttbyster, bland annat av August Rodin, Anatole France och Jiddu Krishnamurti.
Bourdelle var också lärare till flera framstående konstnärer, bland andra Aristide Maillol, Alberto Giacometti, René Iché, Germaine Richier, samt svenskarna Bror Hjorth, Carl Frisendahl och Hildur Haggård.
Nationalmuseum i Stockholm äger flera av hans bronser. Ett exemplar av Den bågspännande Herakles finns på Waldemarsuddes park och han finns bland annat representerad vid Moderna museet i Stockholm.